# 安藤重博
安藤 重博（あんどう しげひろ）は、江戸時代前期の大名。上野国高崎藩の第3代藩主、備中国松山藩の初代藩主。官位は従五位下・対馬守。

## 略歴
安藤重之の長男として誕生した。
明暦3年（1657年）、祖父で先代藩主である安藤重長の死去により跡を継いだ。寛文4年（1664年）2月に奏者番となる。後に老中に栄進したため、元禄8年（1695年）5月に5000石加増の6万5000石で備中松山藩に移封されたが、過酷な検地を行なって領民を苦しめたと言われている。
元禄11年（1698年）8月9日、59歳で死去し、跡を長男の信友が継いだ。

## 系譜
父母
- 安藤重之（父）
- 藤堂高次の娘（母）

正室
- 戸田光重の娘

子女
- 安藤信友（長男） 生母は正室
- 小出英益正室
- 酒井忠寛正室